# 里奇蘭 (密西西比州麥迪遜縣)
里奇蘭（英語：Ridgeland）是位於美國密西西比州麥迪遜縣的城市。

## 人口
根據2020年美國人口普查的數據，里奇蘭的面積為72.70平方千米，當中陸地面積為68.00平方千米，而水域面積為4.70平方千米。當地共有人口24340人，而人口密度為每平方千米335人。